# Црква Светог Саве у Великом Јовановцу
Црква Светог Саве налази се на самом улазу у село Велики Јовановац код Пирота. Започета тридесетих година 20. века, изградња овог храма настављена је и завршена тек у скорије време.

## Историјат
Мештани Великог Јовановца почели су да граде цркву крајем тридесетих година 20. века, осокољени подршком и залагањем др Василија Костића, потоњег епископа најпре бањалучке, а затим и жичке епархије. Василије, који је рођен и одрастао у Великом Јовановцу, вршио је у то време службу секретара Светог Синода, те је на тај начин много допринео одлуци да се започне изградња храма посвећеног Светом Сави. Темељ цркве изграђен је 1937. године и у наредном периоду мештани су почели да прикупљају средства за наставак радова. Међутим, сви планови у том смеру прекинути су избијањем Другог светског рата и уласком бугарских окупационих снага у ове крајеве. Материјал за наставак градње, који су великим одрицањима успели да обезбеде, становници Великог Јовановца морали су на захтев окупационих снага да превезу у Крупац где је послужио подизању зграде управе бугарских власти.
Након ослобођења 1944. године размишљало се да се на темељима започете цркве сагради спомен-дом у част палих бораца Великог Јовановца и суседних села, али се касније од те идеје одустало. Тако је на том месту деценијама остао да стоји само темељ започетог објекта.
Почетком новог миленијума уследио је нагли развој градитељске делатности на подизању и обнови цркава и манастира пиротског краја. У таквим околностима мештани села 2007. године, управо на стогодишњицу од рођења епископа Василија, формирају одбор за завршетак градње храма Св. Саве. Током наредних неколико година приведени су крају сви грађевински радови, да би нова црква била освећена у пролеће 2015. године.